# Automobile Monteverdi
Die Automobile Monteverdi AG ist ein ehemaliger Schweizer Hersteller von Luxusautomobilen, der 1967 von Peter Monteverdi gegründet wurde und in Binningen ansässig war. Mitte der 1980er-Jahre stellte Monteverdi die Produktion von Personenwagen ein. 1990 betrieb Monteverdi kurzzeitig einen Formel-1-Rennstall.

## Geschichte
Während der späten 1950er und frühen 1960er Jahre baute, verkaufte und fuhr Monteverdi verschiedene Spezialanfertigungen, während er zur gleichen Zeit die Autowerkstatt seines Vaters zu einer Vertretung der Marken Ferrari, BMW und Lancia ausbaute. Monteverdi war seinerzeit der jüngste Ferrari-Händler weltweit. Kurzzeitig hatte er auch die englischen Marken Jensen, Rolls-Royce und Bentley im Angebot.
Bereits in den 1950er Jahren begann Peter Monteverdi, Fahrzeuge zu konstruieren. In erster Linie handelte es sich dabei um Rennwagen. Die ersten Modelle, die Einzelstücke waren oder eine nur begrenzte Verbreitung erfuhren, wurden unter der Bezeichnung MBM vertrieben. Abgesehen von einer Handvoll Rennwagen für die Formel Junior (und einer Ableitung nach Formel-1-Konfiguration) ist hier vor allem ein bereits 1956 entstandenes geschlossenes Coupé mit Kunststoff-Karosserie und Ford-Motor zu nennen, das angeblich in kleiner Serie hergestellt und dem ein Einzelstück als Barchetta mit OSCA-Motor zur Seite gestellt wurde. Daneben kleidete Monteverdi 1958 einen Ferrari Monza nach Entfernung der werksseitigen Karosserie mit einem selbst entworfenen Aufbau ein. Das Fahrzeug blieb ein Einzelstück. Es existierte bis in die 1990er Jahre; dann wurde es von seinem britischen Eigentümer restauriert und erhielt wieder seine anfängliche Ferrari-Karosserie.
1965 kam es zum Zerwürfnis zwischen Monteverdi und Ferrari. Peter Monteverdi beschloss daraufhin, eine Produktion von eigenen exklusiven und luxuriösen Sport- und Tourenwagen aufzubauen. In den ersten Verkaufsprospekten wurde die Marke noch MBM genannt; kurz danach wurde – angeblich auf Betreiben des Chefredakteurs der Schweizer Automobil Revue – der gewiss prestigeträchtigere Name Monteverdi als Firmenbezeichnung gewählt.
Zwischen 1967 und 1982 produzierte Monteverdi insgesamt acht verschiedene Fahrzeugtypen mit zumeist diversen Abwandlungen, daneben präsentierte das Werk eine Reihe von Studien und Prototypen.
Monteverdi gab die Produktion von Personenwagen 1982, nach manchen Quellen 1984 bzw. 1987 auf. Obwohl in den darauf folgenden Jahren einige weitere Modelle geplant und in einigen Fällen auch Prototypen gebaut wurden – beispielsweise eine veredelte Version eines Ford Granada II –, erreichte kein Fahrzeug mehr die Produktion. Das Werk wurde in ein Museum umgestaltet, die 1985 eröffnete Monteverdi Car Collection in Binningen. Zunächst zeigte das Museum neben einigen Monteverdi-Modellen auch andere Klassiker, darunter einige Iso Rivolta Grifo. Letztere wurden allerdings um das Jahr 1990 verkauft, woraufhin sich das Monteverdi-Museum ausschliesslich mit Fahrzeugen der eigenen Marke beschäftigte. Peter Monteverdi kaufte in dieser Zeit viele seiner Autos zurück, und heute findet sich von jedem Fahrzeugtyp, den Monteverdi jemals hergestellt hat, mindestens ein Exemplar in dem Museum.
1990 kehrte Peter Monteverdi in die Öffentlichkeit zurück, indem er kurzfristig einen Rennstall in der Formel 1 betrieb. Die technischen Reste dieser Unternehmung wurden für ein letztes Auto, den Monteverdi Hai 650 F1 verwendet, einen Sportwagen mit Formel-1-Komponenten und ohne Strassenzulassung.
Ab 2013 gab es Berichte über ein Comeback der Marke. Danach plante der frühere Verkaufsleiter und langjährige Lebenspartner Paul Berger (* 1942, † 2024), dem damals auch die Firma Automobile Monteverdi AG gehörte, ein neues Fahrzeug mit dem Markennamen Monteverdi, das anlässlich des 50. Jubiläums der Marke auf dem Genfer Automobilsalon 2017 vorgestellt werden sollte.
Das Museum in Binningen hingegen wurde Ende 2016 geschlossen. Ein Teil der Fahrzeuge wird gegenwärtig im Verkehrshaus der Schweiz in Luzern gezeigt.

## Fahrzeuge

### Monteverdi High Speed 375

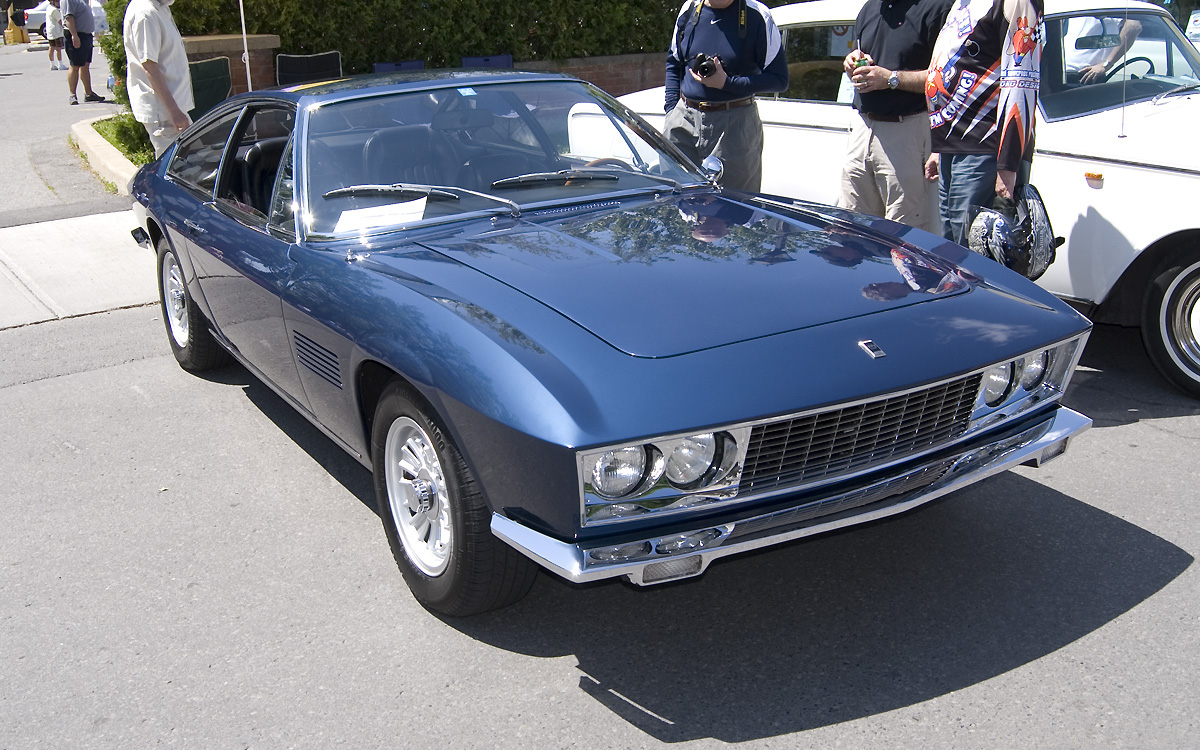
Monteverdi High Speed 375 L mit einer Karosserie von Carrozzeria Fissore

Mit dem von Pietro Frua gestalteten High Speed 375 S nahm Peter Monteverdi im Herbst 1967 die Produktion eigener Sportwagen auf. Konzeptionell verbanden diese Fahrzeuge amerikanische Antriebstechnik – in diesem Falle von Chrysler – mit italienischen Karosserien, die ab 1969 von Fissore kamen. Aus der Grundkonstruktion des High Speed 375 S entwickelte Monteverdi eine ganze Baureihe, die Coupés (375 L, 375 S und 375 Berlinetta mit kurzem Radstand), Cabriolets (375 C und Palm Beach) sowie eine Aufsehen erregende viertürige Limousine (375/4).
Die High-Speed-Reihe war bedeutsam für Monteverdi. Sie begründete den Ruf des Unternehmens als Hersteller hochwertiger Sportwagen, der noch heute besteht.
Welchen Umfang die Produktion der High-Speed-Reihe erreichte, ist unbekannt. Peter Monteverdi gab nie konkrete Zahlen bekannt. Sicher ist allerdings, dass das Coupé 375 L das am häufigsten hergestellte Modell der High-Speed-Reihe ist. Eine gewisse Verbreitung erreichte auch die Limousine 375/4, wobei die Produktionszahlen hier zwischen 13 und 28 Exemplaren schwanken. Alle anderen Modelle wurden nur in wenigen Exemplaren hergestellt, teilweise blieben sie auch Einzelstücke.

### Monteverdi Hai 450

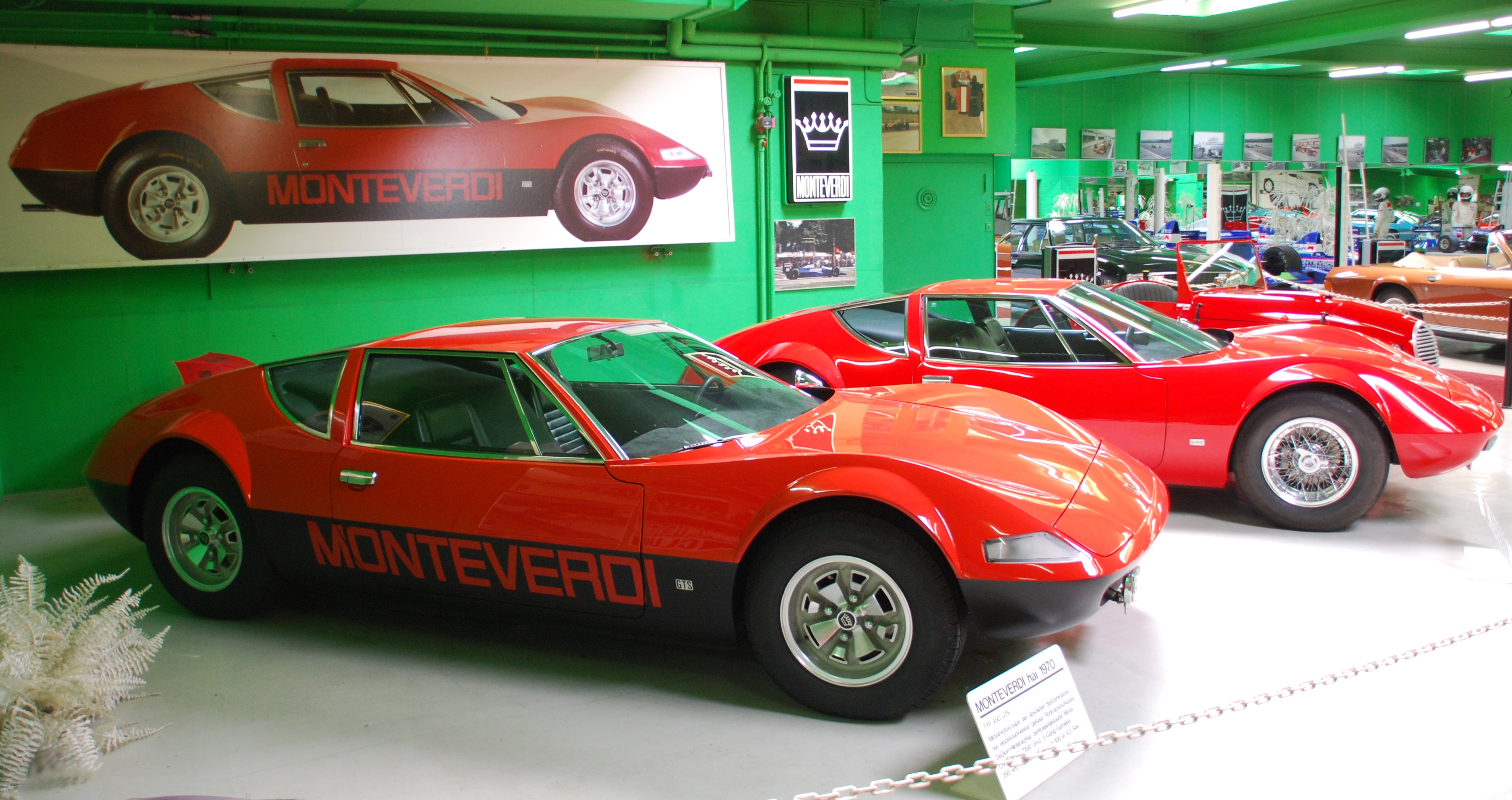
Monteverdi Hai 450 SS und 450 GTS

Eine Sonderstellung nahm der zweisitzige Mittelmotor-Sportwagen Hai 450  ein, der in zwei Versionen als Hai 450 SS und als Hai 450 GTS gebaut wurde. Hierbei handelt es sich um ein Fliessheck-Coupé, das mit einem amerikanischen Achtzylinder ausgestattet war und Anfang der 1970er Jahre mit Berichten über atemberaubende Höchstgeschwindigkeiten für Aufsehen sorgte. Insgesamt entstanden nur zwei Fahrzeuge:
- Der 1970 vorgestellte 450 SS war mit einem Achtzylindermotor von Chrysler vom Typ 426 Street Hemi (7,0 Liter Hubraum) ausgerüstet, der nach der in den USA üblichen SAE-Norm etwa 425 PS ablieferte. Das Auto wurde mehrfach in Details umgestaltet, um den Eindruck zu erwecken, es handele sich um verschiedene Exemplare.
- Der 1973 vorgestellte 450 GTS war um 50 mm verlängert worden. Er wurde angetrieben von einem sieben Liter großen Achtzylindermotor von Chrysler (Typ Hemi 426), der nun mit Aluminiumzylinderköpfen ausgestattet war. Monteverdi bezifferte die Leistung des Motors mit 450 DIN-PS.[7]
- Daneben entstanden 1990 zwei Werksrepliken, die nicht verkauft wurden.

Die Monteverdi Hai waren isoliert gesehen ein Verlustgeschäft. Dem Aufwand für die Entwicklung und den Bau des Autos stand der ausbleibende Absatz gegenüber. Ob Monteverdi allerdings tatsächlich jemals die Serienproduktion des Hai geplant hatte, ist zweifelhaft. Dafür war das Konzept zu hastig entwickelt worden, und das ganze Auto war zu wenig ausgereift. Es machte insgesamt den Eindruck eines schönen, aber untauglichen Provisoriums. Wahrscheinlich ging es Peter Monteverdi allein darum, mit einem „Hingucker“ das Interesse an der Marke Monteverdi und an den „serienmässig“ produzierten Coupés aufrechtzuerhalten. So gesehen haben die Hai ihren Zweck erfüllt.
Einen indirekten Nachfolger gleichen Namens bekam der Hai Anfang der 90er Jahre mit dem Hai 650 F1.

### Geländewagen
Zur Zeit der ersten Ölkrise liess der Verkauf der schweren, durstigen Sportwagen nach. Während Konkurrenten wie Iso Rivolta und Jensen strauchelten und letztlich scheiterten, gelang es Peter Monteverdi, sein Unternehmen gänzlich neu auszurichten und so letzten Endes über die späten 1970er Jahre zu retten. Ab 1976 setzte Monteverdi mit insgesamt drei verschiedenen Modellen auf das vergleichsweise neue Konzept luxuriös ausgestatteter Geländewagen. Diese Fahrzeuge, die wiederum amerikanische Grossserientechnik mit eleganten italienischen Karosserien verbanden, verkauften sich sowohl in Europa als auch im Nahen und Mittleren Osten blendend; sie erreichten insgesamt eine vierstellige Stückzahl. Die Geländewagen blieben bis 1982 im Programm. Der Monteverdi Safari war das mit Abstand erfolgreichste Monteverdi-Modell, und das Unternehmen verdiente sehr gutes Geld an den Fahrzeugen. Folgende Modelle entstanden:

#### Monteverdi Sahara

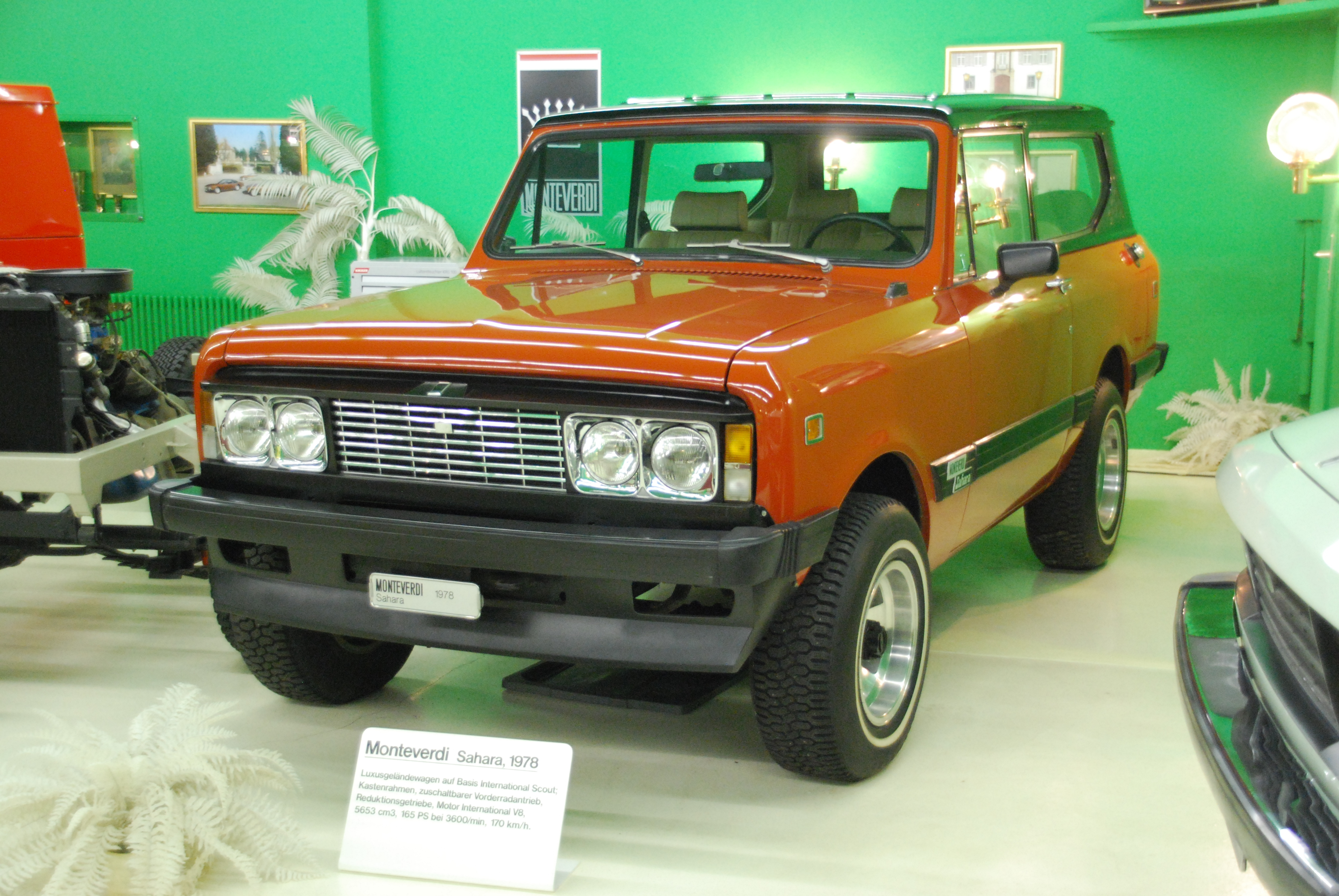
Monteverdi Sahara

Der Monteverdi Sahara war ein kaum veränderter International Scout, der einen neuen Kühlergrill, eine verbesserte Innenausstattung und geänderte Stossstangen trug. Die Ähnlichkeit zum Ausgangsfahrzeug war offensichtlich. Der Sahara verkaufte sich nur in wenigen Exemplaren.

#### Monteverdi Safari

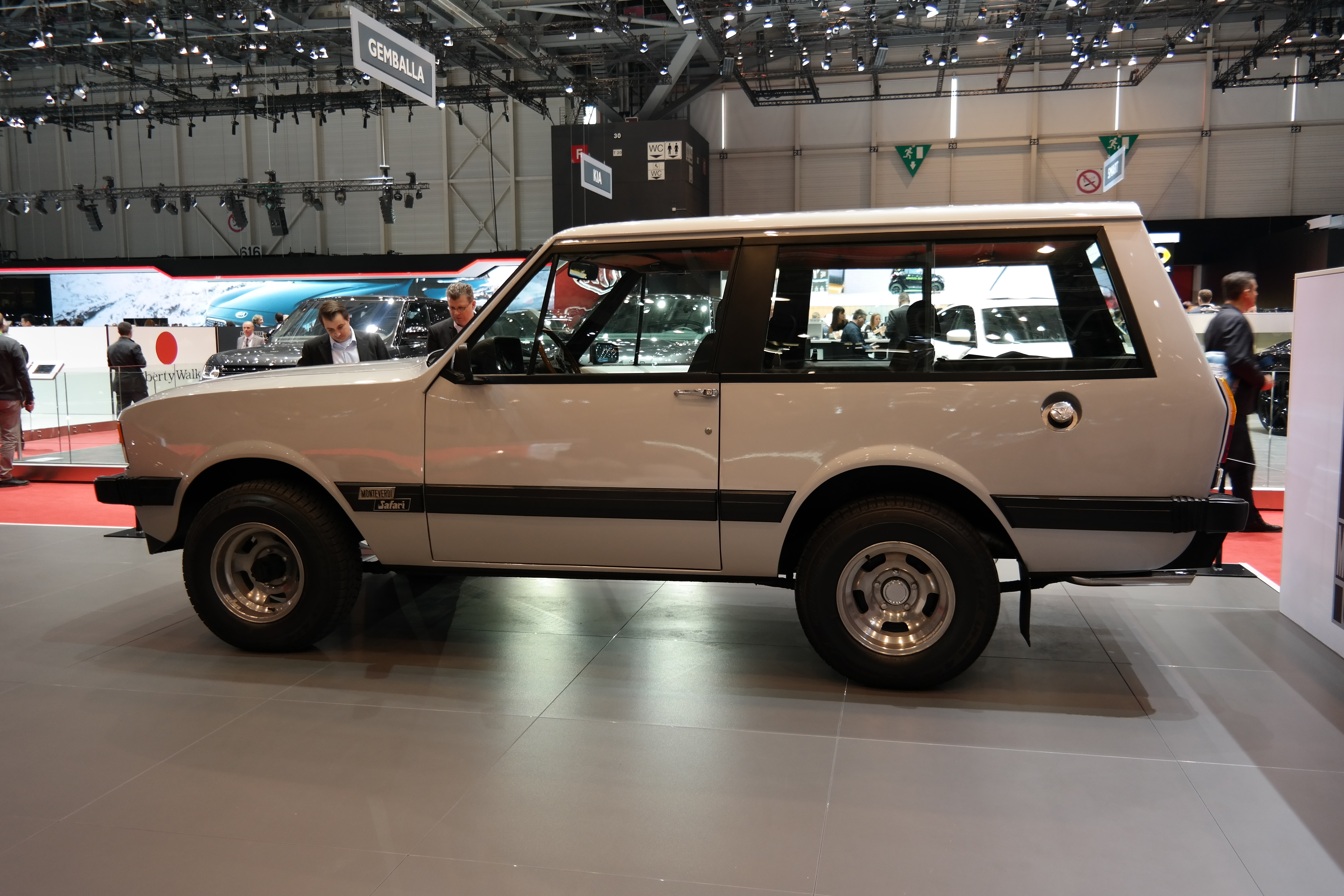
Monteverdi Safari

Auch der Monteverdi Safari beruhte auf der Technik des International Scout; hier war das Ausgangsfahrzeug allerdings wesentlich stärker verfremdet worden. Der Wagen trug eine eigenständige Karosserie. Die Carrozzeria Fissore, Monteverdis langjähriger Partner, konstruierte den Safari und stellte den ersten Prototyp her. Die Serienproduktion des Fahrzeugs übernahm allerdings das 1976 gegründete Karosseriewerk Rayton Fissore, das rechtlich und wirtschaftlich keine Beziehungen zur Carrozzeria Fissore hatte.

#### Range Rover Monteverdi
Parallel zur Produktion der Safari-Modelle ergab sich für Monteverdi bald die Möglichkeit, echte Range Rover herzustellen.
Zurückgehend auf eine Anfrage von British Leyland Switzerland aus dem Jahre 1976, entwickelte Monteverdi eine viertürige Version des Range Rover, die 1979 in Genf debütierte und in den folgenden zwei Jahren insgesamt 167 mal von Monteverdi gebaut wurde. Die meisten Exemplare wurden in der Schweiz verkauft, einige gingen auch nach Grossbritannien, darunter zwei, die das britische Königshaus bezog. Ab 1982 übernahm Rover die Produktion selbst, liess Monteverdi aber in den kommenden Jahren durch regelmässige Lizenzzahlungen weiter am Erfolg des Modells teilhaben.

### Monteverdi Sierra

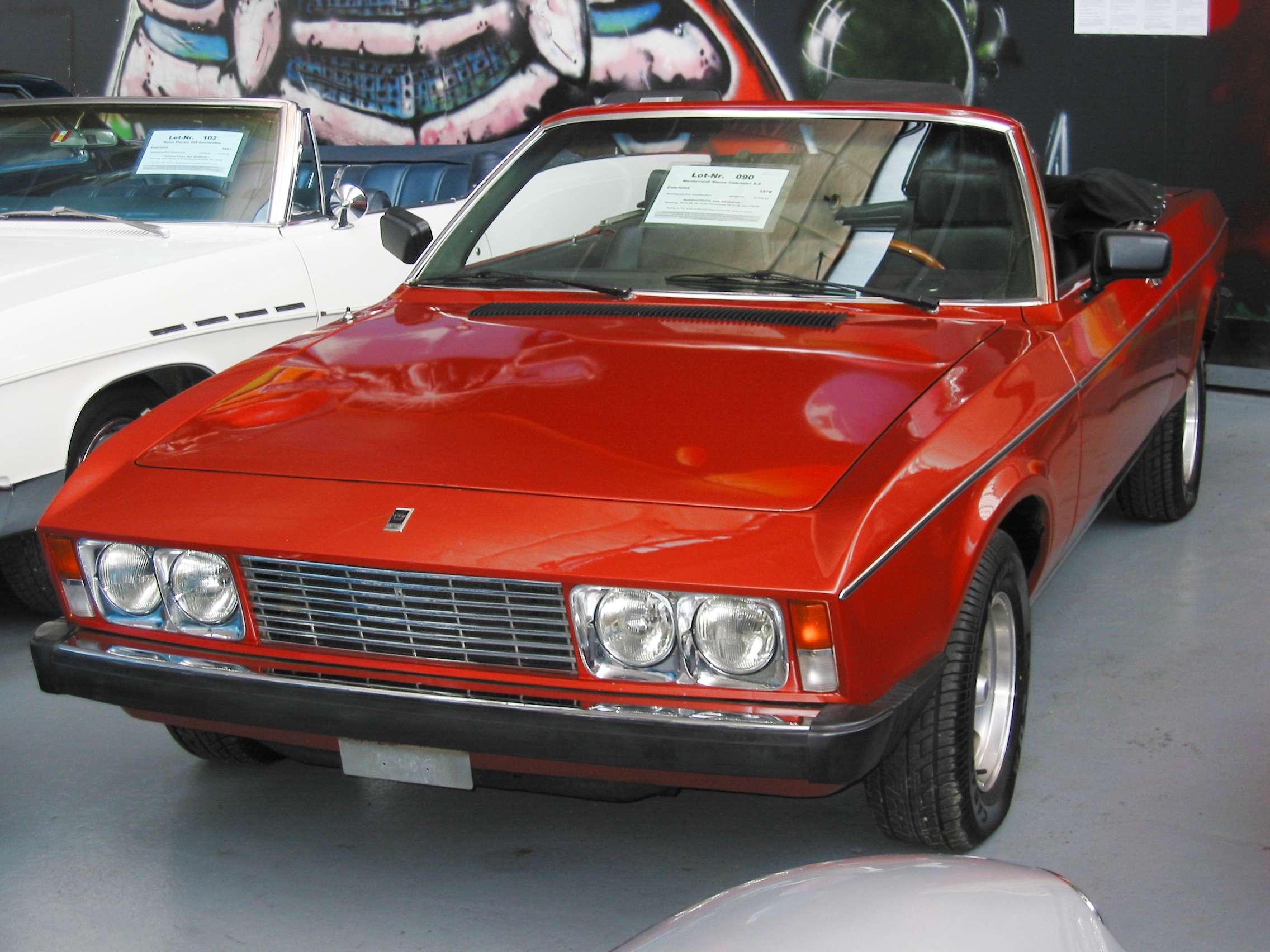
Monteverdi Sierra Cabrio von 1978

Auch auf dem PKW-Sektor setzte Monteverdi das Konzept der Boutique-Autos um: Im Herbst 1976 wurde der Monteverdi Sierra vorgestellt, eine mittelgrosse Limousine mit ausgesprochen unauffälligem Design. Tatsächlich handelte es sich bei dem Sierra um ein intensiv veredeltes Fahrzeug, das weitgehend auf Grossserientechnik beruhte. Das Spenderauto wurde im Grossen und Ganzen unverändert übernommen; letztlich wurden nur Details des äusseren Designs und das Interieur geändert. Basisfahrzeug des Sierra war der 1976 in Amerika vorgestellte Dodge Aspen bzw. dessen Klon Plymouth Volaré; die Carrozzeria Fissore gestaltete vor allem die Front- und die Heckpartie um. Als Antrieb diente ein 5,2 Liter-Achtzylinder mit Vierfach-Vergaser von Chrysler und einer Leistung von 160 PS oder die 5,9 Liter-Version mit zirka 185 PS, die in einem Verkaufsprospekt als „heisse Version“ bezeichnet wurde. Das Standardmodell war eine viertürige Limousine, daneben wurden in wenigen Exemplaren Cabriolets und ein Kombiwagen hergestellt.
Der Sierra wurde von 1977 bis 1982 hergestellt. Die Zahl der produzierten Fahrzeuge ist nicht zweifelsfrei geklärt. Ein Schweizer Karosseriebetrieb gibt an, etwa 20 Sierras hergestellt zu haben; der Monteverdi-Club gibt an, dass insgesamt 35 Sierra-Limousinen sowie fünf Cabriolets und ein Kombi entstanden.

### Monteverdi Tiara

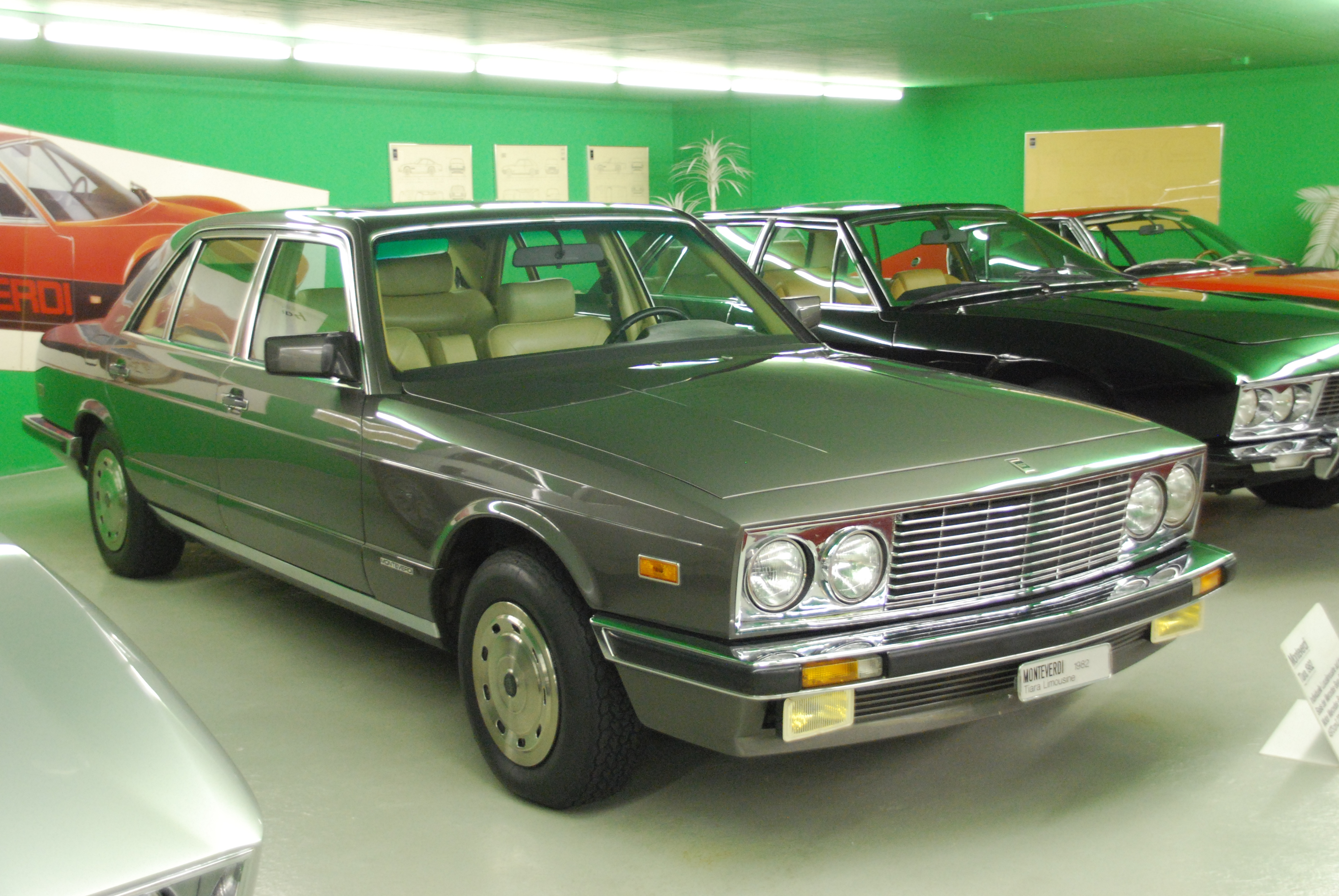
Eine stark abgewandelte Version der Mercedes-Benz-S-Klasse: Der 1982 vorgestellte Monteverdi Tiara

Der Tiara war der Nachfolger des Sierra. Er basierte auf der S-Klasse von Mercedes-Benz, deren technische Komponenten einschliesslich der Fahrgastzelle und Verglasung Monteverdi unverändert übernahm. Das Auto erhielt eine eigenständige Front- und Heckpartie, die mit den fliessenden Linien des Ausgangsfahrzeugs nur eingeschränkt harmonierten. Als Antrieb dienten die grossen Achtzylindermotoren von Mercedes-Benz mit 3,8 Litern bzw. 5,0 Litern Hubraum. Peter Monteverdi plante, den Tiara ab 1982 über Mercedes-Händler vertreiben zu lassen. Eine Serienproduktion kam jedoch nicht zustande. 1982 entstanden mindestens drei Ausstellungsfahrzeuge; ob weitere Einzelstücke hergestellt wurden, ist nicht bekannt.

### Hai 650 F1

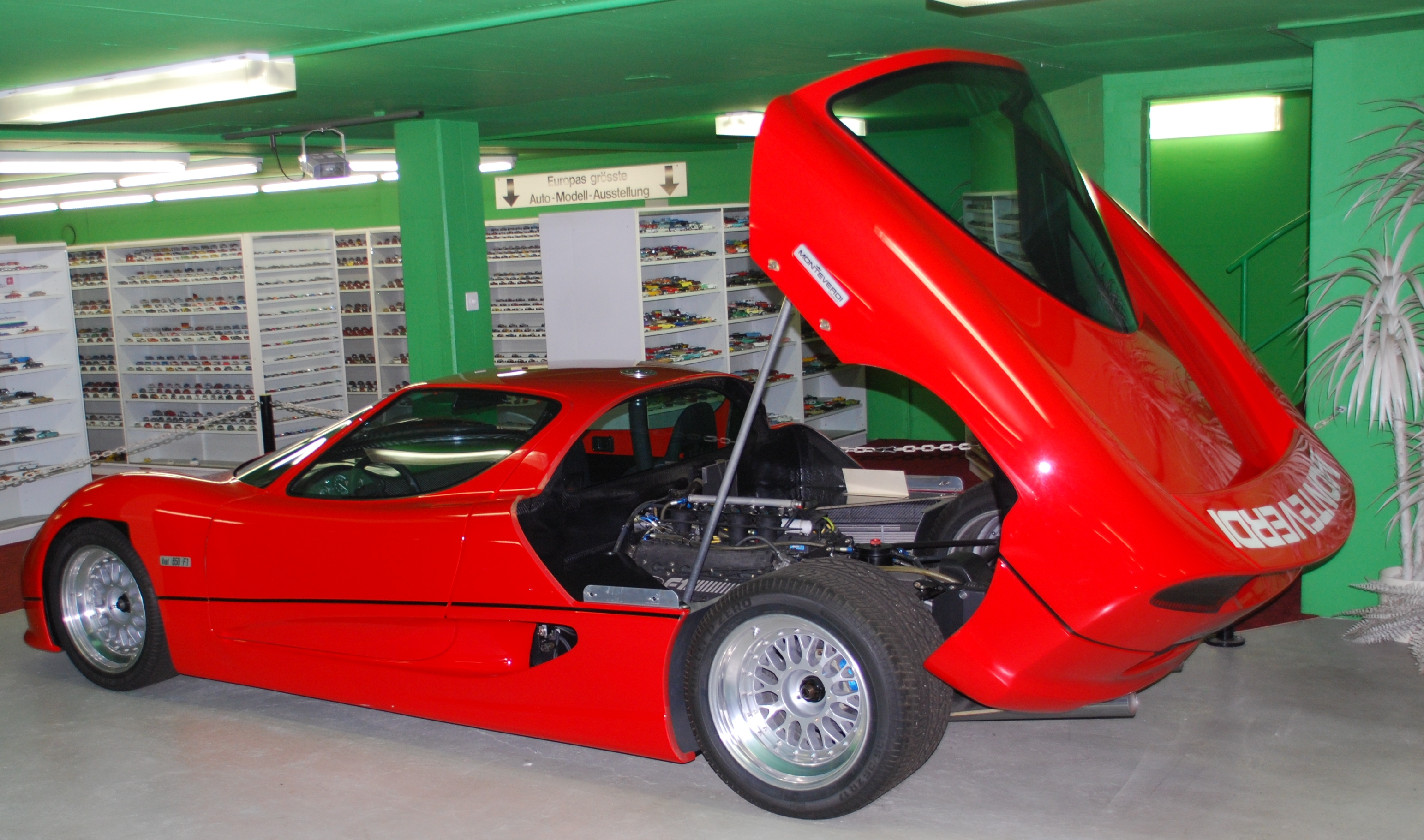
Verwertete die Reste von Peter Monteverdis Formel-1-Team: Der Monteverdi Hai 650 F1.

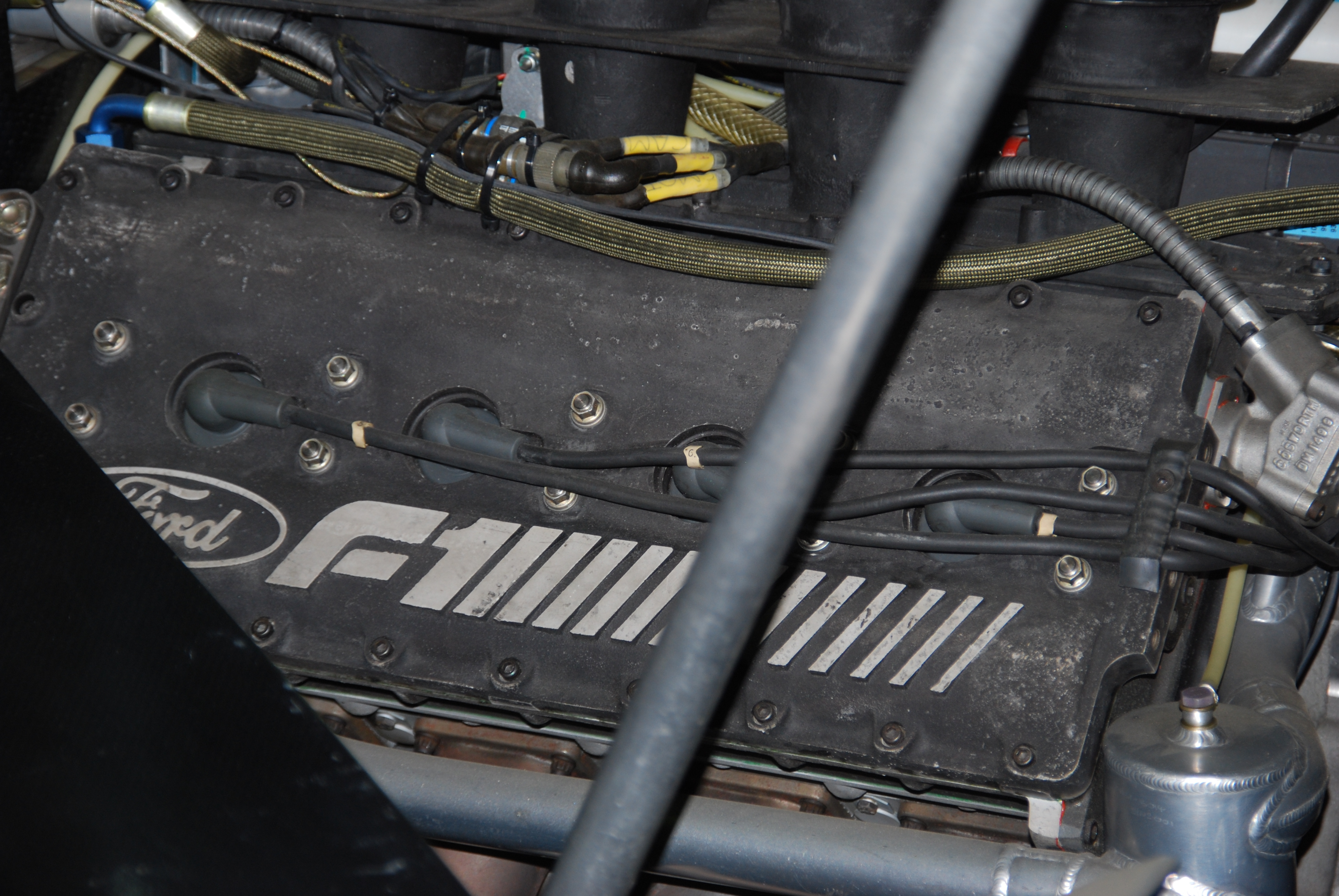
Cosworth-DFR-Achtzylindermotor im Hai 650 F1.

Der Hai 650 F1 wurde als indirekter Nachfolger des gleichnamigen Modells aus den 70ern auf den Markt gebracht und 1992 in Genf vorgestellt. Wie bei Monteverdi üblich schweigt man sich über Produktionszahlen aus, es dürften jedoch Stückzahlen im einstelligen Bereich gewesen sein. Der Sportwagen verwendete Komponenten der Formel-1-Rennwagen des Onyx-Monteverdi-Teams. Als Antrieb diente ein 3,5 Liter grosser Cosworth-Achtzylinder mit knapp 477 kW (650 PS). Auch Getriebe und Antriebsstrang wurden übernommen, ebenso der Grossteil des Fahrwerks. Das Fahrzeug erhielt in Europa keine Strassenzulassung.
Technische Daten:
- Ford Cosworth Formel 1 V8 mit 3,5 Liter Hubraum und 650 PS bei 11.000/min
- 6-Gang-Schaltgetriebe, Mittelmotor, Hinterradantrieb
- Gewicht zirka 850 kg

Fahrleistungen:
- 0–200 km/h in 8 Sekunden
- Höchstgeschwindigkeit: 335.0 km/h (208.2 mph)

## Prototypen und Einzelstücke

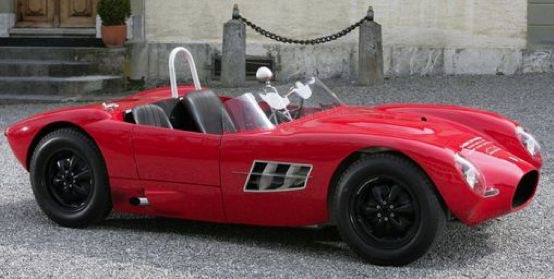
Prototyp MBM SP-100

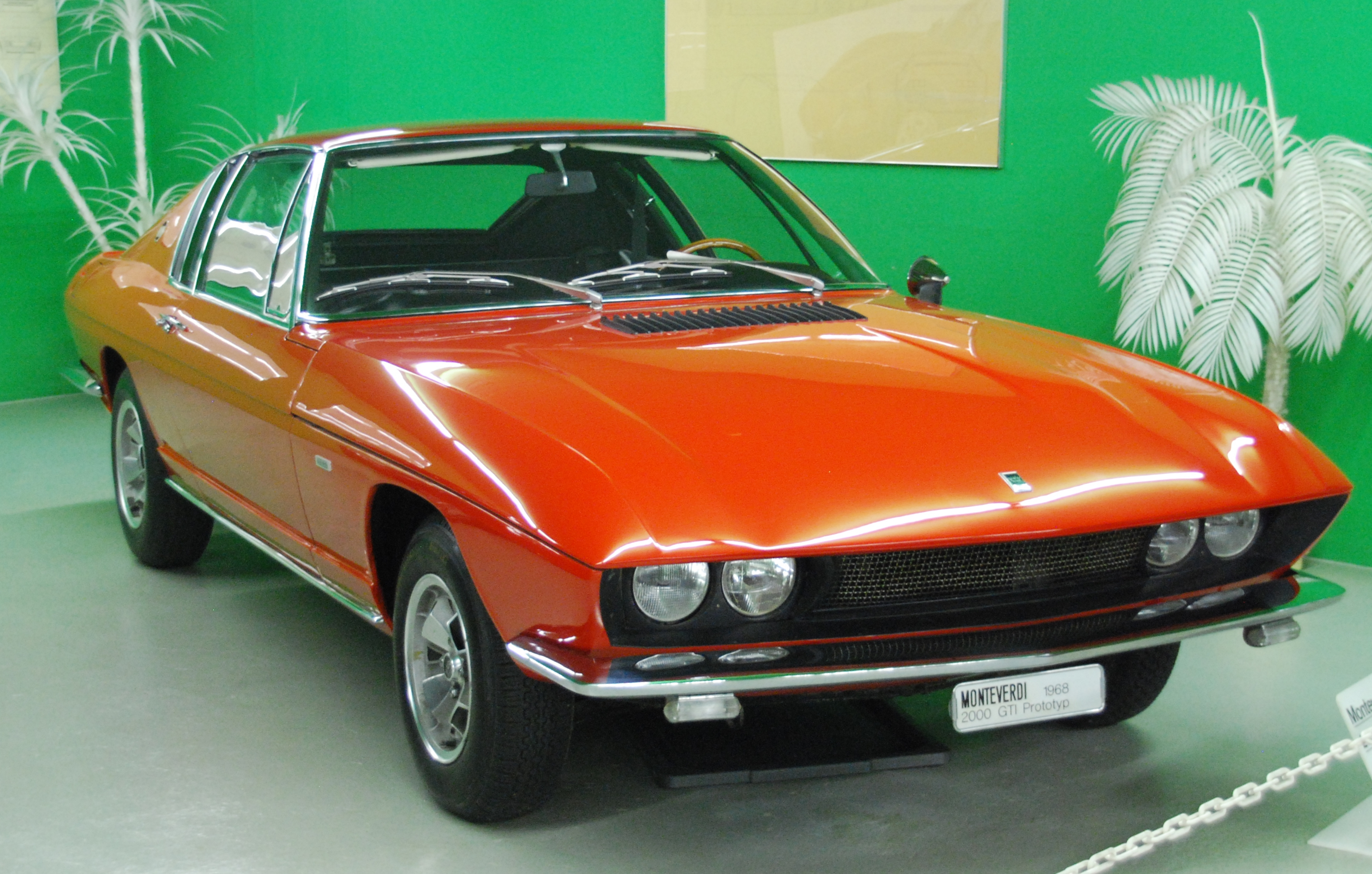
Monteverdi 2000 GTI

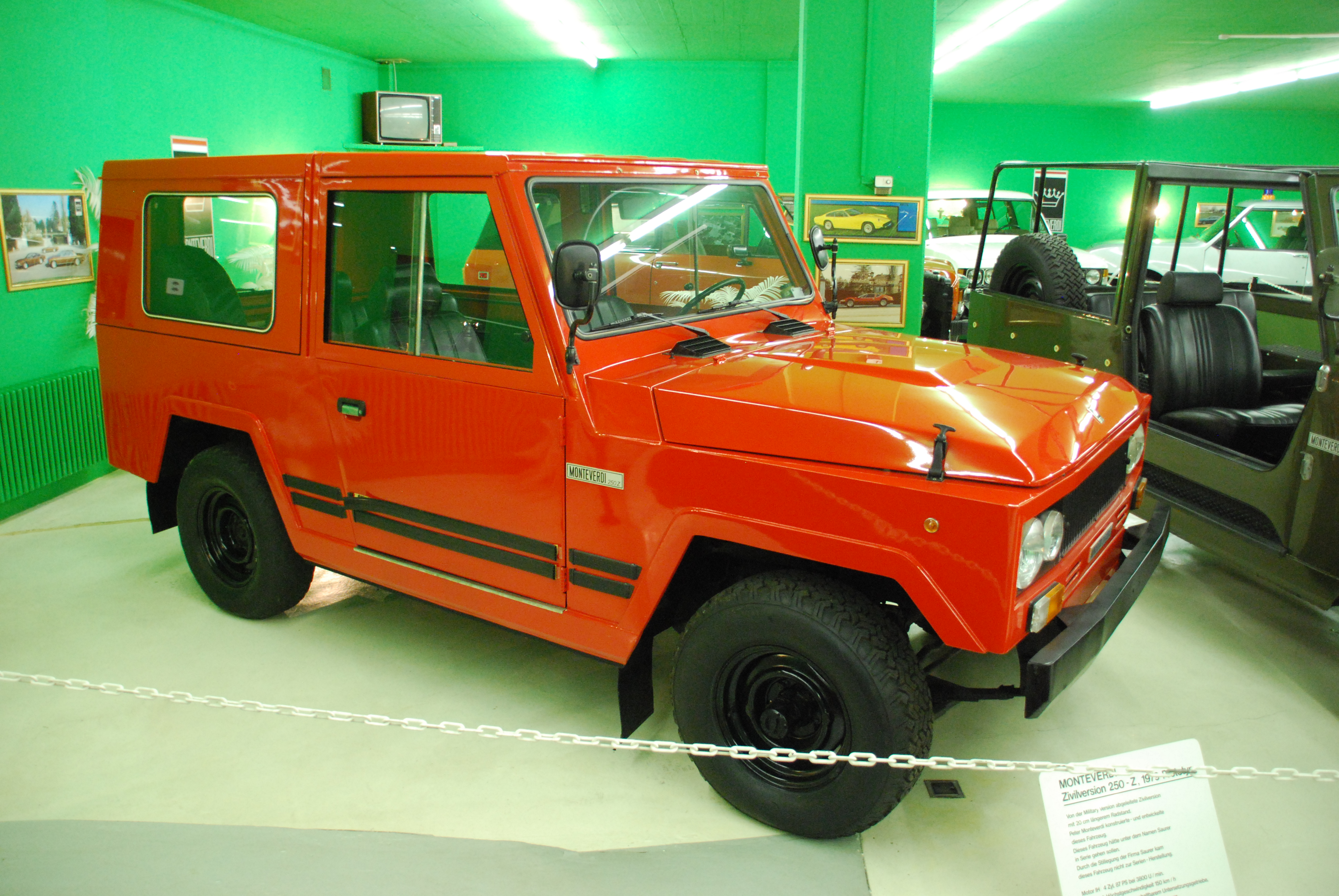
Prototyp des Geländewagens 250 Z (Zivilversion)

- 1958, also zu seiner aktiven Rennfahrerzeit und noch vor Gründung der Marke MBM, baute Peter Monteverdi in seiner Werkstatt in Binningen ein Ferrari Monza-Wettbewerbsfahrzeug, mit dem er selbst im Vorjahr noch Rennen gefahren war, für den Basler Industriellen Alfred Hopf zu einem strassentauglichen Coupé mit Flügeltüren um. Nach mehreren Besitzerwechseln gelangte der Wagen nach Grossbritannien, wo er in den frühen 90er Jahren nach Entfernung der Monteverdi-Karosserie in den Originalzustand zurückversetzt wurde.
- 1960 baute Peter Monteverdi den MBM Sport mit 100 PS (74 kW), der 425 kg wog. Ein Fahrzeug, zwei Getriebe, so wurde der MBM Sport 100 im Jahr 1960 aufgebaut, als ein auf niedriges Gewicht getrimmter offenen Sportwagen mit Osca-Motor mit zwei obenliegenden Nockenwellen, einem Vierganggetriebe vorne und einem Fünfganggetriebe hinten. Der Motor ruhte hinter der Vorderachse, vier Dunlop-Scheibenbremsen sorgten für Verzögerung, alle Räder waren einzeln aufgehängt, hinten saßen die Scheibenbremsen am Getriebeausgang, um die ungefederte Masse zu verringern. Die Räder mit gewellten Radscheiben («Wobbly») bestanden aus Elektron, einer leichten Magnesium-Aluminium-Legierung. Das vordere Getriebe diente zum Gangwechsel während des Fahrens, während mit dem hinteren die Endübersetzung fünfstufig variiert werden konnte. Der Wagen hat einen leichten geschweissten Rohrrahmen und der Basler Karosseriebauer Peter Häner trieb eine nach Ideen von Peter Monteverdi geformte Barchetta-Karosserie aus dünnem Aluminiumblech. Peter Monteverdi dachte bereits an eine Serienfertigung, zumindest druckte er Verkaufsprospekte und stellte den Wagen auch an der Londoner Rennwagen-Show im Dezember 1961 aus. 29'000.- Schweizer Franken sollte der Wagen kosten, 50 Prozent mehr als ein Porsche 356 Super 90 oder etwas teurer als ein Jaguar E-Type doch der Wagen blieb ein Einzelstück.
- Der Monteverdi 2000 GTI war ein 1968 vorgestelltes Vierzylinder Sportcoupé mit einer Fliessheck-Karosserie von Pietro Frua, das – anders als die Modelle der 375-Reihe – in mechanischer Hinsicht weitestgehend auf Grossserienkomponenten des BMW 2000 TI zurückgriff. Das elegante Coupé erregte einiges Aufsehen. Zeitgenössischen Presseberichten zufolge plante Peter Monteverdi eine Produktion in grösserer Serie; diese Idee soll aber letzten Endes am Widerstand von BMW gescheitert sein, wo man in dem attraktiven Auto eine erhebliche Konkurrenz zu den eigenen Produkten sah.
- Nachdem sich der Geländewagen Safari als überaus erfolgreich erwiesen hatte, wollte Peter Monteverdi auch mit der Schweizer Armee ins Geschäft kommen. Dazu entwickelte er einen rein zweckmässig ausgelegten Geländewagen im Land Rover-Stil. Dieses als Military 230 bezeichnete Fahrzeug war mit dem schon aus dem Sahara bekannten Vierzylinder-Motor von International Harvester ausgerüstet und wurde auf dem Genfer Salon 1979 der Öffentlichkeit vorgestellt. Kurz darauf entstand auch eine Zivilversion 250 Z und mit ähnlicher Technik ein Frontlenker-Modell 260 F. Produziert werden sollte diese Typenreihe vom Schweizer Lastwagenwerk Saurer (wo Peter Monteverdi als junger Mann seine Lehre absolviert hatte). Dazu kam es aber nie, es blieb bei den drei Prototypen, die heute im Monteverdi-Museum in Basel-Binningen stehen.
- Auf dem Genfer Salon 1980 stellte Monteverdi ein als 2.8 turbo bezeichnetes Coupé auf Basis des damals aktuellen Ford Granada vor. Dieses Ausstellungsstück war jedoch nur ein – allerdings täuschend echt aussehendes – 1:1-Holzmodell und kein fahrbereites Auto. Laut eigener Aussage wollte Peter Monteverdi diesen Typ aber nicht selbst bauen, sondern Prototyp und Rechte zwecks Produktion durch andere – vorzugsweise Ford – verkaufen. Weder kam es dazu noch wurde eine angekündigte fünftürige Version dieses Modells jemals realisiert.

## Monteverdi im Motorsport
Monteverdis Wurzeln liegen im Motorsport. Lange bevor Peter Monteverdi mit dem Bau eigener Strassensportwagen begann, beschäftigte er sich mit Rennwagen. Zwischen 1958 und 1990 gab es zwei voneinander unabhängige Engagements Peter Monteverdis im Motorsport, die sich zeitlich nicht mit der Produktion von Strassenfahrzeugen überschnitten. Anders als einige Konkurrenten wie de Tomaso oder Iso Rivolta, die 1970 bzw. 1974 vorübergehend in der Formel 1 erschienen, setzte Monteverdi den Motorsport also nicht als verkaufsförderndes Instrument ein.

### MBM

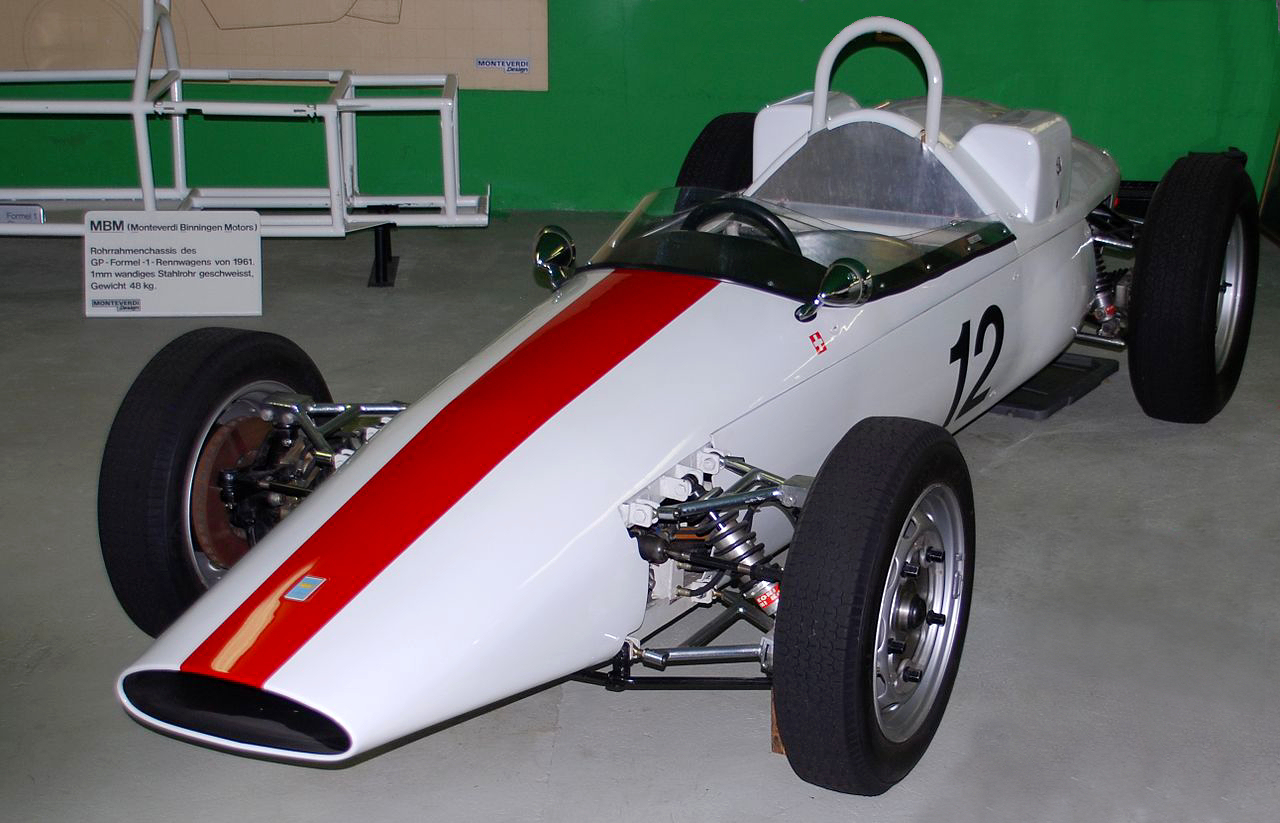
Nachbau des MBM Formel 1

Monteverdis erste Einsätze im Motorsport erfolgten unter dem Namen MBM, eine Abkürzung, die üblicherweise mit Monteverdi Binningen Motors  umschrieben wird. Zwischen 1958 und 1961 konstruierte Peter Monteverdi einige kleine Wagen für die Formel Junior, die einen von Mantzel getunten DKW-Motor verwendeten. In manchen Quellen wird MBM daher auch als Abkürzung für Monteverdi Binningen Mantzel gedeutet. Krönung dieser Entwicklung war der MBM Formel 1, ein kleiner Rennwagen nach Formel-1-Konfiguration, der einen Porsche-Motor verwendete. Peter Monteverdi fuhr ihn selbst bei einigen Bergrennen und auf der Solitude. Der Wagen wurde auch für Peter Monteverdi und MBM zum Grossen Preis von Deutschland 1961 gemeldet. Vor dem Rennen verunglückte Monteverdi mit diesem Wagen allerdings schwer, woraufhin er sich unverzüglich aus dem Motorsport zurückzog.

### Onyx

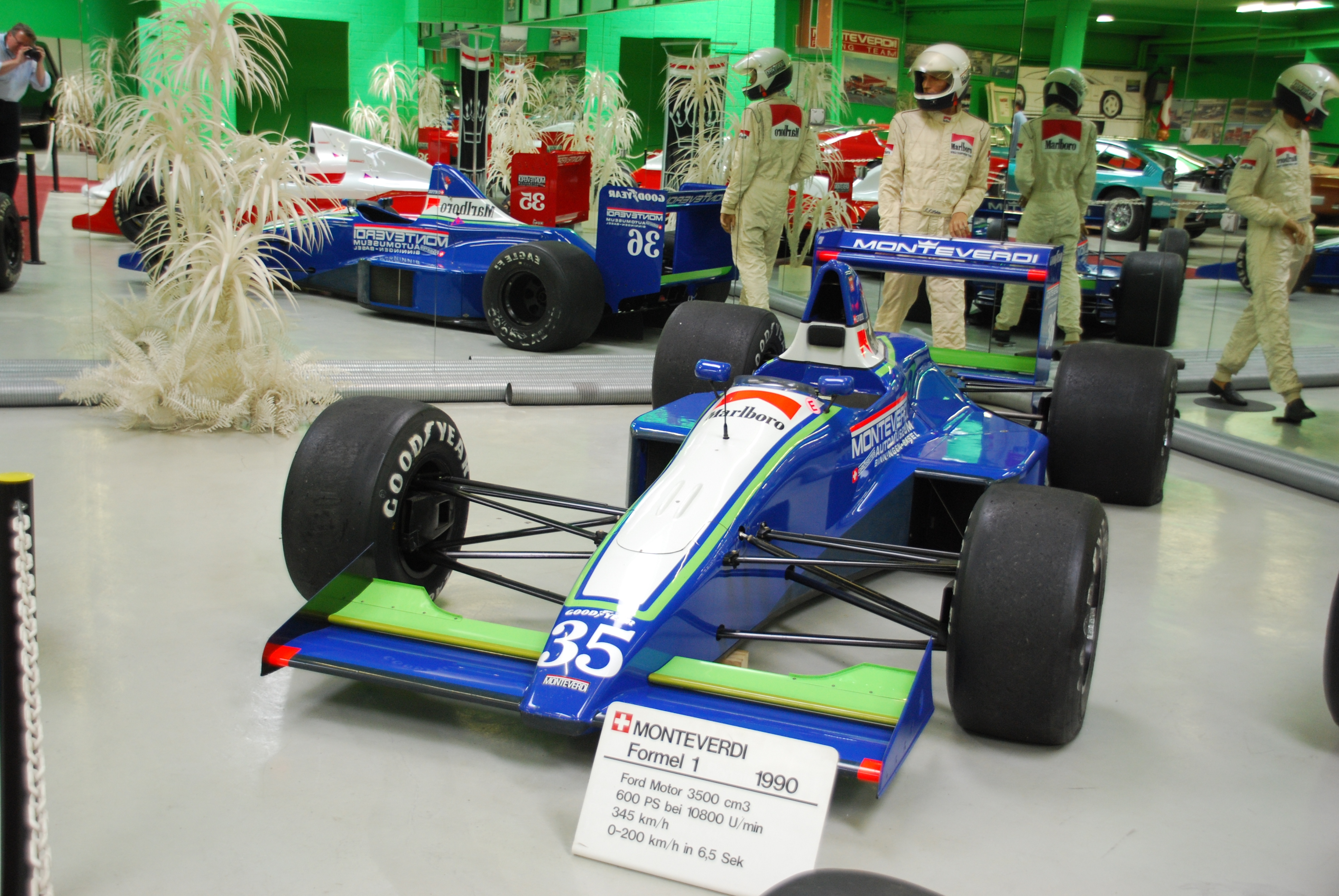
Onyx ORE1B aus der Formel-1-Saison 1990

1990 kaufte Peter Monteverdi zusammen mit dem Schweizer Unternehmer Karl Foitek das erst 1989 gegründete Formel-1-Team Onyx Grand Prix, das daraufhin gelegentlich als Monteverdi-Onyx oder Onyx-Monteverdi bezeichnet wurde. Anlass war im Grunde das Anliegen, dem zuvor bei Brabham gescheiterten Sohn Foiteks, Gregor Foitek, eine weitere Chance als Fahrer in der Formel 1 zu geben. Für diesen Zweck wurde der etablierte und erfahrene Stammpilot Stefan Johansson nach zwei Rennen entlassen. Das Team hatte nahezu keine Sponsoren. Es überlebte in bitterer Finanznot und wurde ab Frühjahr 1990 im Wesentlichen von Mechanikern aus Peter Monteverdis Automuseum betrieben. Nach dem zehnten von 16 Rennen trat es nicht mehr an. Peter Monteverdi selbst entwarf noch ein Formel-1-Modell für die Saison 1991. Die Autos wurden zwar realisiert, kamen aber nicht mehr zum Einsatz. Sie stehen heute in Monteverdis Museum.